# Oscaruddelingen 1932
Oscaruddelingen 1932 var den femte oscaruddeling, hvor de bedste film fra 1931 og 1932 blev æret med en oscarstatuette af Academy of Motion Picture Arts and Sciences
Uddelingen fandt sted 19. november 1932, på The Ambassador Hotel i Los Angeles, USA. Film udgivet i Los Angeles mellem 1. august 1931 og 31. juli 1932 kunne modtage priser.
Der blev uddelt priser i tre nye kattegorier; bedste kortfilm (komedie og nyhed) og bedste animerede kortfilm.
Grand Hotel var den første film der modtog en pris for Bedste film og intet andet. Det var også den sidste film der vandt bedste film uden at vinde bedste instruktør indtil 1989
Walt Disney lavede en særlig animeret film til middagen, Parade of the Award Nominees.

## Nominerede og vindere
| Bedste Film | Bedste Instruktør |
| --- | --- |
| - Grand Hotel - Martin Arrowsmith - Et Barn Ventes - Champ, Mesterbokseren - Five Star Final - En time med dig - Shanghai-Ekspressen - Den smilende Løjtnant                                             | - Frank Borzage – Et Barn Ventes - King Vidor – Champ, Mesterbokseren - Josef von Sternberg – Shanghai-Ekspressen                  |
| Bedste Mandlige Hovedrolle | Bedste Kvindelige Hovedrolle |
| - Fredric March – Dr. Jekyll og Mr. Hyde - Wallace Beery – Champ, Mesterbokseren - Alfred Lunt – The Guardsman                                                                                           | - Helen Hayes – Falden Kvinde - Marie Dressler – Emma - Lynn Fontanne – The Guardsman                                              |
| Bedste Historie | Bedste filmatisering |
| - Champ, Mesterbokseren – Frances Marion - Lady and Gent – Grover Jones og William Slavens McNutt - The Star Witness – Lucien Hubbard - Kvinden du gjorde berømt – Adela Rogers St. Johns og Jane Murfin | - Et Barn Ventes – Edwin J. Burke - Martin Arrowsmith – Sidney Howard - Dr. Jekyll og Mr. Hyde – Percy Heath og Samuel Hoffenstein |
| Bedste Scenografi | Bedste Fotografering |
| - Transatlantic mysteriet – Gordon Wiles - Leve Friheden – Lazare Meerson - Martin Arrowsmith – Richard Day                                                                                              | - Shanghai-Ekspressen – Lee Garmes - Martin Arrowsmith – Ray June - Dr. Jekyll og Mr. Hyde – Karl Struss                           |
| Bedste Lydoptagelse | Bedste Animerede Kortfilm |
| - Paramount Publix Studio Sound Department - MGM Studio Sound Department - RKO Radio Studio Sound Department - Walt Disney Productions - Warner Bros. First National Studio Sound Department             | - Blomster og træer - It's Got Me Again! - Mickey's Orphans                                                                        |
| Bedste Kortfilm, Komedie | Bedste kortfilm, Novelty |
| - Gøg og Gokke som flyttemænd - The Loud Mouth - Scratch-As-Catch-Can | - Wrestling Swordfish - Screen Souvenirs - Swing High                                                                              |

## Eksterne Hemvisninger
- Oscars legacy hjemmeside